# Thalius
Thalius war möglicherweise ein antiker römischer Toreut (Metallbildner), der in der zweiten Hälfte des 2. Jahrhunderts wohl in Obergermanien tätig war.
Ob ein Toreut mit dem Namen Thalius existiert hatte, ist derzeit in der Forschung umstritten und nicht eindeutig zu klären. Sollte er existiert haben, könnten ihm aufgrund von Signaturstempeln bis zu zwölf Gefäße und Küchengerätschaften aus Bronze zugeschrieben werden.
Ein Toreut mit dem Namen Triccus wird zumeist aus den Signaturen lateinisch THALETRCC beziehungsweise lateinisch THALET(T?)RCC auf sechs Gefäßen geschlossen. Die Signatur, die bislang noch nicht gesichert aufgelöst werden konnte, bereitet der Forschung einige Probleme. Eine Möglichkeit, die von einer größeren Zahl Forscher bevorzugt wird, ist die Lesung als Thalius et Triccus, möglich ist aber auch die Lesung als Thalius Triccus. Damit würde die Lesung nicht nur über den Namen entscheiden, sondern auch darüber ob es sich dabei um einen oder zwei Toreuten handelt. Möglich ist auch, dass er mit dem Toreuten Titus Triccus identisch ist. Auch dieser ist heute nur noch aufgrund von sechs Signaturstempeln auf Bronzegefäßen bekannt. Die Signatur erwähnt noch einen weiteren Meister, dessen Name jedoch mit I.T. abgekürzt ist und somit nicht aufzulösen ist. Es wird spekuliert, dass es sich dabei um Thalius handeln könnte. Dann wären auch Titus Triccus und Triccus identisch. Signaturen auf Bronzegefäßen, noch dazu auf Becken, waren im 2. Jahrhundert anders als im 1. Jahrhundert eher selten.
Die Hälfte der von Triccus signierten Stücke wurde in einem Depotfund im Römerbad von Weißenburg in Bayern gefunden. Die Materialanalyse zeigte, dass sie gemeinsam mit einem vierten Stück des Fundes eine so deutliche Gemeinsamkeit in der Zusammensetzung aufweisen, dass sie mit an Sicherheit grenzender Wahrscheinlichkeit nicht nur in derselben Werkstatt, sondern auch im selben Arbeitsgang gefertigt wurden. Es wurde darüber hinaus vorgeschlagen, den Produktionsort in Weißenburg anzunehmen. Auch die weiteren drei Stücke wurden in Deutschland beziehungsweise Belgien und damit im römischen Germanien gefunden. Bei den Stücken handelt es sich um:
1. Bronzebecken; gefunden in einem Frauengrab in Tienen, Provinz Flämisch-Brabant, Belgien.[1]
2. Bronzebecken; gefunden in Pfaffenhofen an der Ilm (dem antiken Pons Aeni) in Bayern, Deutschland; heute in der Archäologischen Staatssammlung in München.[2]
3. Bronzebecken; gefunden in einem Depotfund im Römerbad von Weißenburg in Bayern, Bayern, Deutschland; heute im Römermuseum Weißenburg.[3]
4. Bronzebecken; gefunden in einem Depotfund im Römerbad von Weißenburg in Bayern, Bayern, Deutschland; heute im Römermuseum Weißenburg.[4]
5. Bronzebecken; gefunden in einem Depotfund im Römerbad von Weißenburg in Bayern, Bayern, Deutschland; heute im Römermuseum Weißenburg.[5]
6. Bronzebecken; gefunden in Barnstorf, Landkreis Diepholz, Niedersachsen, Deutschland; heute im Niedersächsischen Landesmuseum in Hannover.[6]

Vier der sechs von Titus Triccus signierten Stücke wurden in Deutschland, also dem römischen Germanien, gefunden, eines in Frankreich, also dem römischen Gallien, und ein sechstes im heutigen Dänemark, also außerhalb des Römischen Reiches. Bei den Stücken handelt es sich um:
1. Bronzepfanne; gefunden in Reims, Arrondissement Reims, Département Marne, Région Grand Est, Frankreich; heute im Museum Saint-Remi in Reims.[7]
2. Bronzeeimer; gefunden in der Brandgrube 834 des Gräberfeldes Møllegårdsmarken, zwischen Gudme und Gammel Lundeborg im Südosten von Fünen, Dänemark; heute im Bymuseet Møntergården in Odense, Dänemark.[8]
3. Bronzebecken; gefunden in der Umgebung von Mannheim, Baden-Württemberg, Deutschland; heute in den Reiss-Engelhorn-Museen, Mannheim.[9]
4. Bronzebecken; gefunden im Urnengrab 1 von Naunheim, Landkreis Wetzlar, Hessen, Deutschland; heute im Hessischen Landesmuseum in Darmstadt.[10]
5. Bronzebecken; gefunden im Rhein bei Neupotz, Landkreis Germersheim, Rheinland-Pfalz, Deutschland; heute im Historischen Museum der Pfalz in Speyer, zuvor in Rheinzabern.[11]
6. Bronzebecken; gefunden im Rhein bei Neupotz, Landkreis Germersheim, Rheinland-Pfalz, Deutschland; heute im Historischen Museum der Pfalz in Speyer, zuvor in Rheinzabern.[12]

## Einzelbelege
1. ↑  Richard Petrovszky: Studien zu römischen Bronzegefäßen mit Meisterstempeln. Leidorf, Buch am Erlbach 1993, S. 327–328, Nr. Z.15.01.
2. ↑  Inventarnummer 1972/303; Richard Petrovszky: Studien zu römischen Bronzegefäßen mit Meisterstempeln. Leidorf, Buch am Erlbach 1993, S. 328, Nr. Z.15.02.
3. ↑  Inventarnummer 1981/4420; Richard Petrovszky: Studien zu römischen Bronzegefäßen mit Meisterstempeln. Leidorf, Buch am Erlbach 1993, S. 328, Nr. Z.15.03.
4. ↑  Inventarnummer 1981/4421; Richard Petrovszky: Studien zu römischen Bronzegefäßen mit Meisterstempeln. Leidorf, Buch am Erlbach 1993, S. 328, Nr. Z.15.04.
5. ↑  Inventarnummer 1981/4422; Richard Petrovszky: Studien zu römischen Bronzegefäßen mit Meisterstempeln. Leidorf, Buch am Erlbach 1993, S. 328, Nr. Z.15.05.
6. ↑  Inventarnummer 18140; Richard Petrovszky: Studien zu römischen Bronzegefäßen mit Meisterstempeln. Leidorf, Buch am Erlbach 1993, S. 329, Nr. Z.15.06.
7. ↑  Richard Petrovszky: Studien zu römischen Bronzegefäßen mit Meisterstempeln. Leidorf, Buch am Erlbach 1993, S. 326, Nr. Z.14.01; CIL 13, 10027,045a.
8. ↑  Inventarnummer 10.464; Richard Petrovszky: Studien zu römischen Bronzegefäßen mit Meisterstempeln. Leidorf, Buch am Erlbach 1993, S. 326, Nr. Z.14.02.
9. ↑  Inventarnummer Di 169; Richard Petrovszky: Studien zu römischen Bronzegefäßen mit Meisterstempeln. Leidorf, Buch am Erlbach 1993, S. 326, Nr. Z.14.03; CIL 13, 10027,045b.
10. ↑  Inventarnummer A 1862:2,11; Richard Petrovszky: Studien zu römischen Bronzegefäßen mit Meisterstempeln. Leidorf, Buch am Erlbach 1993, S. 326–327, Nr. Z.14.04; CIL 13, 10027,045c.
11. ↑  Inventarnummer 80/40-II/3; Richard Petrovszky: Studien zu römischen Bronzegefäßen mit Meisterstempeln. Leidorf, Buch am Erlbach 1993, S. 327, Nr. Z.14.05.
12. ↑  Inventarnummer 80/40-I/12; Richard Petrovszky: Studien zu römischen Bronzegefäßen mit Meisterstempeln. Leidorf, Buch am Erlbach 1993, S. 327, Nr. Z.14.06.

| Personendaten    | Personendaten                      |
| ---------------- | ---------------------------------- |
| NAME             | Thalius                            |
| KURZBESCHREIBUNG | antiker römischer Toreut           |
| GEBURTSDATUM     | 1. Jahrhundert oder 2. Jahrhundert |
| STERBEDATUM      | 2. Jahrhundert oder 3. Jahrhundert |